# Gotlands museum
Gotlands museum, tidigare Länsmuseet på Gotland, är ett länsmuseum i Visby för konst, kulturhistoria och arkeologi.
Gotlands museum grundades som Gotlands Fornsal av föreningen Gotlands Fornvänner år 1875. Initiativtagaren var Pehr Arvid Säve.
Idag omfattar Gotlands museum Fornsalen och Gotlands konstmuseum samt museigårdarna Kapitelhusgården, Petes i Hablingbo, Kattlunds i Grötlingbo och Norrbys i Väte. Museet har också ett publikt arkiv och bibliotek, Svahnströmska rummet samt en kulturmiljöavdelning för arkeologi och byggnadsvård. Fornsalens förlag ger bland annat ut årsboken Gotländskt arkiv. Gotlands Museum har också ansvar för tillsyn och förvaltning av kyrkoruinerna i Visby.
Fornsalen är Gotlands äldsta kulturhistoriska museum och hemvist för världens största vikingatida silverskatt, Spillingsskatten.
Museets samlingar omfattar cirka 450 000 föremål som förvaras i Magasin Visborg, ett föremålsmagasin som invigdes år 2014. Museet publicerar sina digitaliserade samlingar via DigitaltMuseum samt Riksantikvarieämbetets söktjänst Kringla.
Gotlands museum är en ideell förening som ägs av Föreningen Gotlands Fornvänner. Organisationen finansieras till ungefär hälften av egna intäkter och medel, resten utgör bidrag från regionen och staten genom Kultursamverkansmodellen.

## Galleri

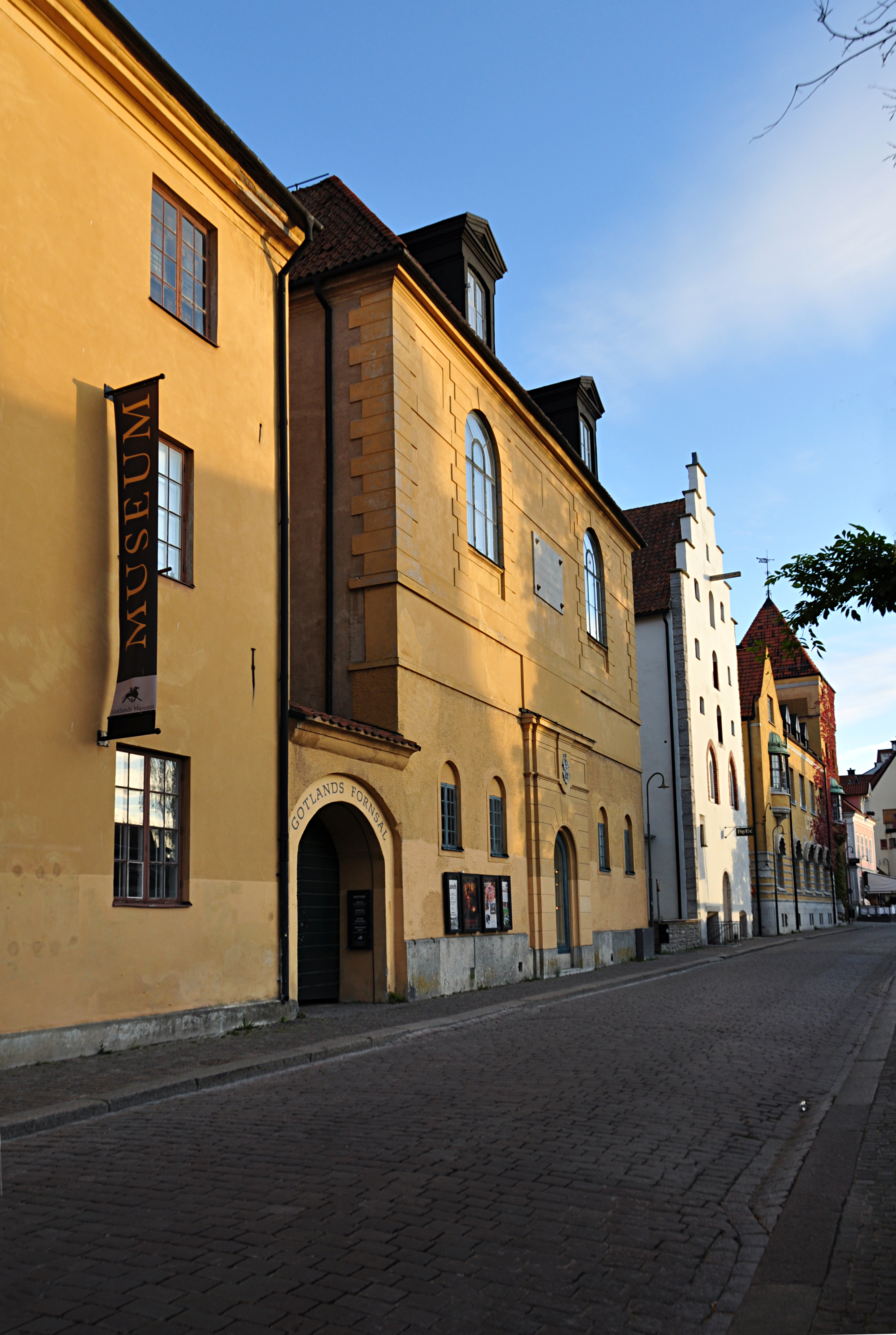
Gotlands museum, Strandgatan 12, Visby
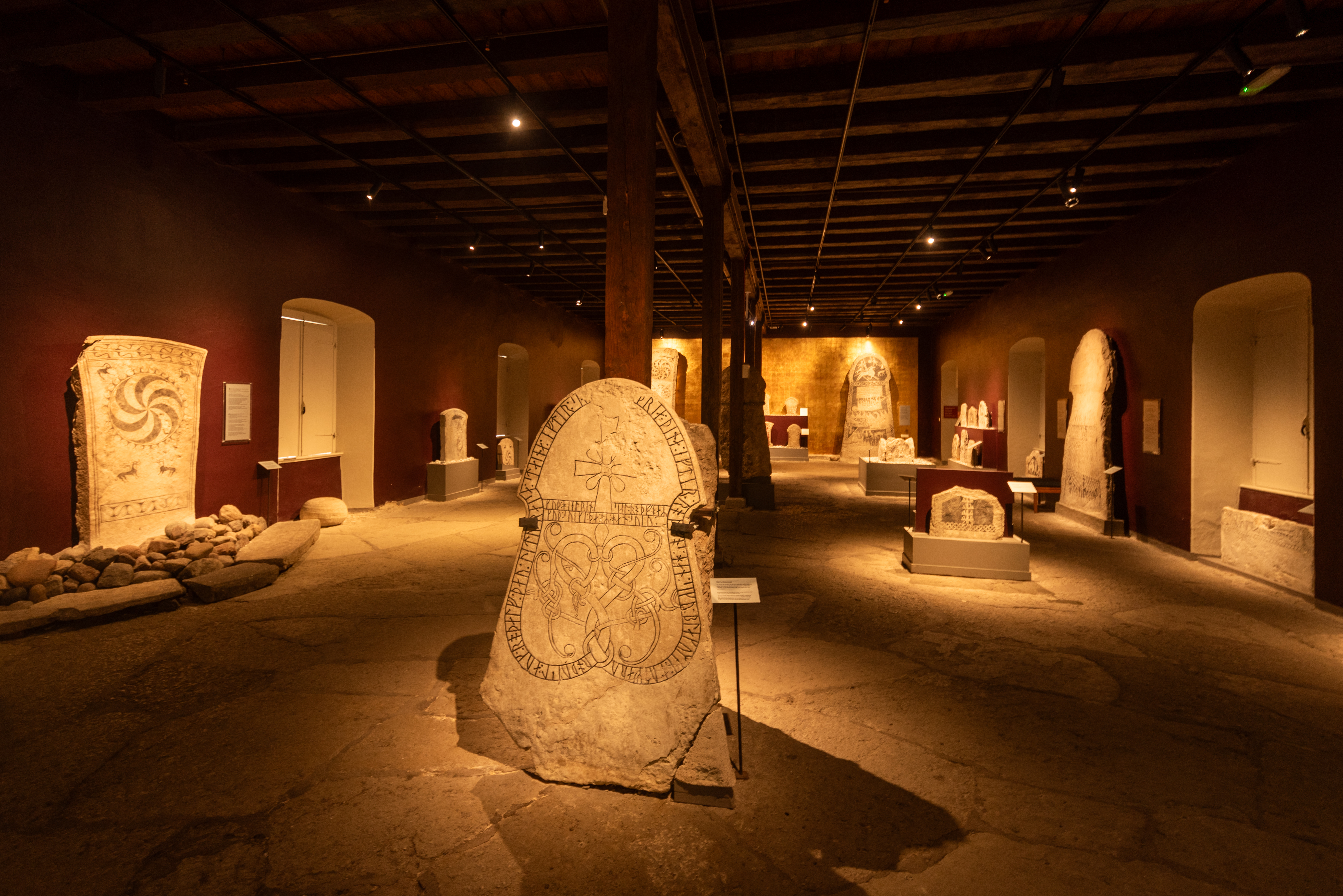
Bildstenssalen.
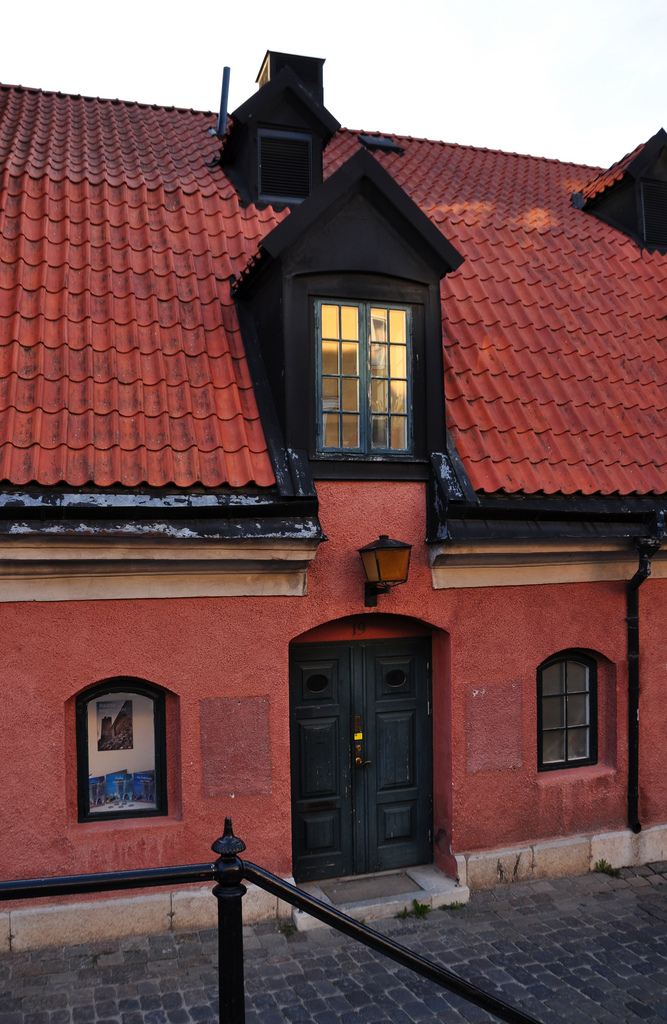
Gotlands museum, Mellangatan 19, Visby
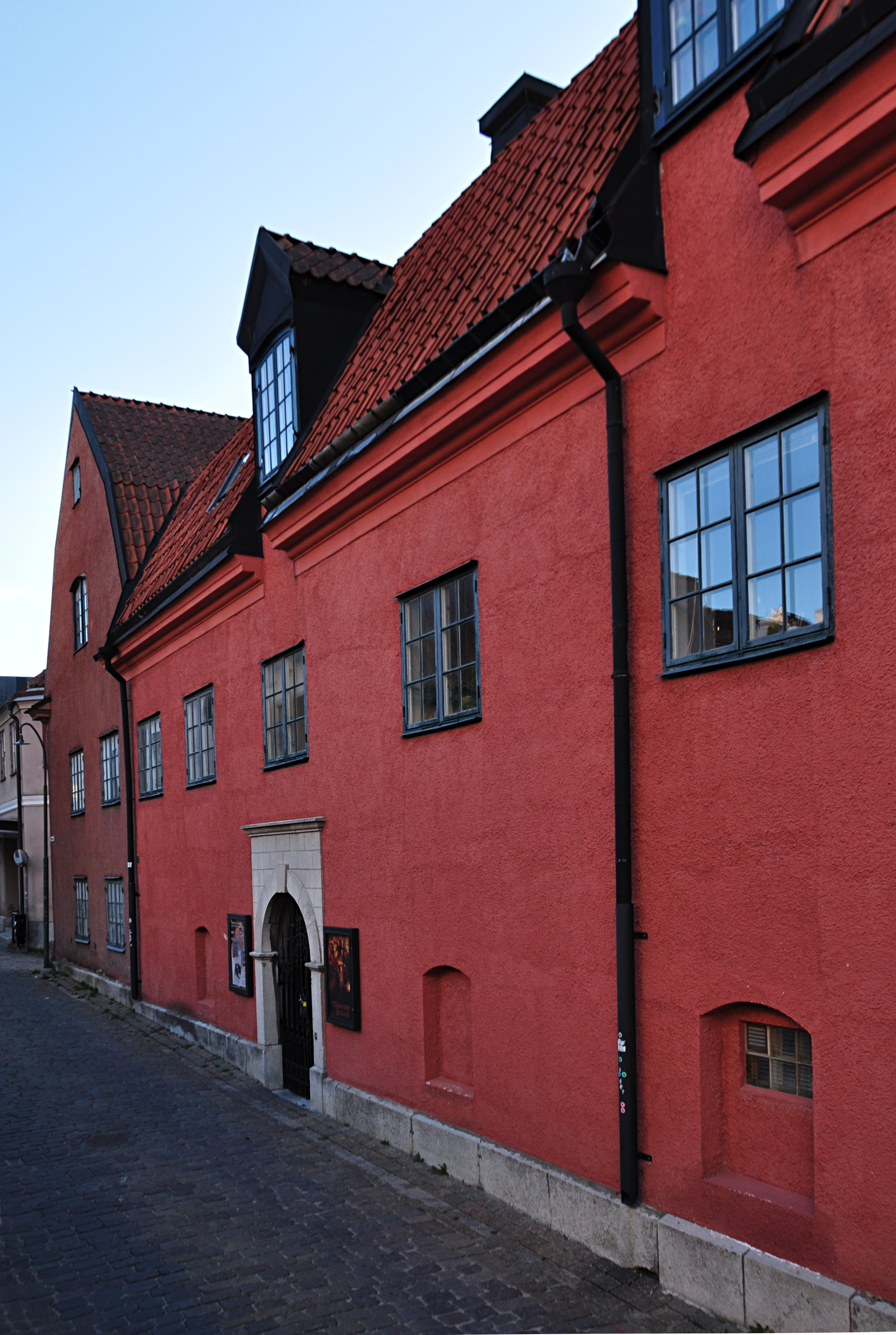
Gotlands museum, Mellangatan 19, Visby

## Chefer
- 1875–1887: Pehr Arvid Säve
- 1888–1907: Mathias Klintberg
- 1908–1920: Ernst Hellgren
- 1920–1935: Ella Hellgren
- 1935–1946: Mårten Stenberger
- 1946–1956: Greta Arwidsson
- 1957–1978: Gunnar Svahnström
- 1978–1979: Erland Lagerlöf
- 1979–1995: Sven-Olof Lindquist
- 1995–2001: Majvor Östergren
- 2002–2007: Anki Dahlin
- 2008–2017: Lars Sjösvärd
- 2017–2022: Susanne Thedéen
- 2022– Jenny Westfält